# Astrofillita
La astrofillita es un mineral de la clase de los inosilicatos. Fue descubierto por primera vez en 1854 en su localidad tipo, Isla Laven, Noruega. Su nombre viene del griego άστρον ("astron" estrella) y φύλλον ("phyllon" hoja), en alusión a su hábito de parecer como las nerviaciones de una hoja de planta radiadas en forma de estrella y con exfoliación micácea. Sinónimos en español menos usados: asterophyllita o astrophyllita. 

## Características químicas
Es un inosilicato de varios metales: potasio, sodio, hierro y titanio, frecuentemente también con manganeso en su composición química, además de ocasionalmente llevar impurezas de niobio, tántalo, zirconio, aluminio, magnesio o calcio.
Forma una serie de solución sólida con la kupletskita (K2Na(Mn2+)7Ti2Si8O26(OH)4F). (La kupletskita no se conoció hasta 1956, más de cien años más tarde.)

## Formación y yacimientos
Puede encontrarse en rocas sienitas enriquecidas en circonio.